# 2,6-二氯苯胺
2,6-二氯苯胺是一种有机化合物，化学式为C6H3Cl2(NH2)，它是二氯苯胺的同分异构体之一，可以2,6-二氯苯甲酰胺为原料反应制得。它在氢氧化钠溶液中可以被兰尼镍脱氯，生成苯胺。